# Barbus lornae
Barbus lornae là một loài cá vây tia thuộc họ Cyprinidae.
Loài này chỉ có ở Zambia.